# Elisenda de Montcada

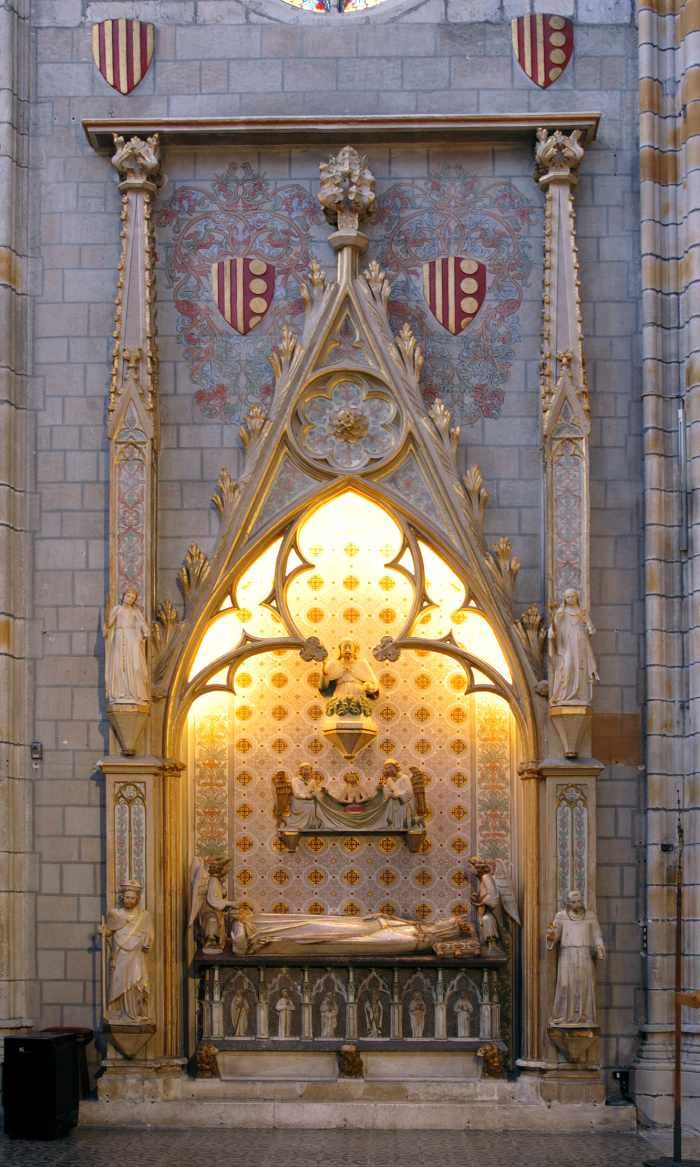
Das Grabmal der Elisenda de Montcada mit ihrer als Königin dargestellten Liegefigur in der Abtei von Pedralbes.

Elisenda de Montcada (* 1292; † 1364 in Barcelona) war von 1322 bis 1327 Königin von Aragón als vierte und letzte Ehefrau des Königs Jakob II. dem Gerechten.
Elisenda war eine Tochter des Pere II. de Montcada († 1300), königlicher Seneschall und Herr von Aitona und Soses, und der Elisenda de Pinós. Väterlicherseits entstammte sie einer der ersten Familien Kataloniens und war selbst von königlicher Abstammung, ihre Urgroßmutter war eine uneheliche Tochter König Peters II. des Katholischen. Aufgrund dieser verwandtschaftlichen Nähe zum Königshaus war eine päpstliche Dispens für ihre Ehe mit Jakob II. nötig. Sie selbst war die erste katalanische Dame, die von einem aragónesischen König zur Frau genommen wurde. Zum Zeitpunkt ihrer Hochzeit am 25. Dezember 1322 in Tarragona war sie bereits dreißig Jahre alt. Aus der Ehe waren keine Kinder hervorgegangen, allerdings fungierte Elisenda als Ziehmutter ihres Stiefsohnes Alfons IV., der ein Patensohn ihres Bruders Ot de Montcada († 1341) war, und dessen Sohns Peter IV.
Zeit ihres Lebens hatte Elisenda dem Franziskanerorden nahegestanden und mit der Unterstützung ihres Mannes hatte sie 1326 für die Klarissenschwesternschaft die königliche Abtei Santa Maria von Pedralbes gegründet. Nach dem Tod ihres Mannes 1327 hatte sie sich als Laie dieser Klostergemeinschaft angeschlossen, in der sie 1364 starb und bestattet wurde. Ihr Grabmal ist mit einem Doppelsarkophag und zwei Liegefiguren ausgestattet, die sie einmal als Königin und einmal als Klarissinnenschwester darstellen.

## Weblink
| Personendaten    | Personendaten        |
| ---------------- | -------------------- |
| NAME             | Elisenda de Montcada |
| KURZBESCHREIBUNG | Königin von Aragón   |
| GEBURTSDATUM     | 1292                 |
| STERBEDATUM      | 1364                 |
| STERBEORT        | Barcelona            |